# Tiny and Big in Grandpa's Leftovers
Tiny and Big in Grandpa's Leftovers est un jeu vidéo de plates-formes développé et édité par Black Pants Game Studio, sorti en 2012 sur Windows, Mac et Linux.

## Accueil
La première version du jeu a été nommée en 2011 à l'Independent Games Festival dans la catégorie Meilleur jeu étudiant. L'année suivante, la version commerciale reçoit une mention honorable dans la catégorie Excellence technique.